# Državna uprava
Državna administracija ili državna uprava, ili, ponekad jednostavno, administracija ili uprava, je izraz pod kojim se podrazumijevaju sve ili redovne aktivnosti koje vrši neka država, odnosno pojedinci - državni službenici, funkcionari ili namještenici - i institucije (državni organi; državne agencije) koje ih obavljaju. S obzirom na to da se te djelatnosti vrše u javnom interesu, za državnu upravu se također ponekad koristi i izraz javna uprava.
Državna uprava se u suvremenim zemljama tradicionalno smatra dijelom izvršne vlasti, iako je neki teoretičari smatraju zasebnim ali i egzekutivi podređenim entitetom. Način organizacije, djelatnosti i metode rada državne uprave se razlikuju od zemlje do zemlje, ovisno o socioekonomskim ili političkim prilikama, ali i državnom uređenju; tako u nekoj zemlji može postojati više državnih uprava s različitim ovlastima (npr. federalna i državne uprave); najniža razina državne uprave se naziva lokalna uprava ili lokalna samouprava.
Djelatnost, ovlasti i rad državne uprave u većini zemalja regulira upravno pravo, isto kao što je državna uprava predmet proučavanja znanosti o upravi.